# Помбал (Португалія)
Помба́л (порт. Pombal; МФА: [põ.ˈbaɫ], Понба́л) — муніципалітет і місто в Португалії, в окрузі Лейрія. Розташований у західній частині країни, на березі Атлантичного океану, на теренах історичної португальської провінції Ештремадура. Належить до Лейрійсько-Фатімської діоцезії Католицької церкви в Португалії. Права міського самоврядування має з 1174 року. Поділяється на 13 парафій. За адміністративним поділом, чинним до 1976 року, був складовою провінції Берегова Бейра. Площа муніципалітету — 626,00 км², населення муніципалітету — 55217 ос. (2011); густота населення — 88,21 осіб/км²
. Патрон — святий Мартин. Святковий день муніципалітету — 11 листопада. Поштовий індекс — 3100, 3105.  Код місцевої адміністративної одиниці — 1015. Складова статистичного регіону Центр.

## Географія
Помбал розташований на заході Португалії, на півночі округу Лейрія.
Помбал межує на півночі з муніципалітетами Фігейра-да-Фош і Соре, на сході — з муніципалітетами Ансіан і Алвайазере, на південному сході — з муніципалітетом Орен, на південному заході — з муніципалітетом Лейрія. На заході омивається водами Атлантичного океану.

## Історія
1174 року португальський король Афонсу І надав Помбалу форал, яким визнав за поселенням статус містечка та муніципальні самоврядні права.

## Населення
| Кількість мешканців | Кількість мешканців | Кількість мешканців | Кількість мешканців | Кількість мешканців | Кількість мешканців | Кількість мешканців | Кількість мешканців | Кількість мешканців | Кількість мешканців | Кількість мешканців | Кількість мешканців | Кількість мешканців | Кількість мешканців | Кількість мешканців | Кількість мешканців |
| ------------------- | ------------------- | ------------------- | ------------------- | ------------------- | ------------------- | ------------------- | ------------------- | ------------------- | ------------------- | ------------------- | ------------------- | ------------------- | ------------------- | ------------------- | ------------------- |
| 1864                | 1878                | 1890                | 1900                | 1911                | 1920                | 1930                | 1940                | 1950                | 1960                | 1970                | 1981                | 1991                | 2001                | 2011                |                     |
| 26 366              | 28 888              | 29 369              | 34 840              | 38 596              | 41 094              | 45 358              | 53 850              | 59 925              | 59 931              | 57 113              | 53 727              | 51 357              | 56 299              | 55 217              |                     |